# Reggimento Kraken
Il Reggimento Kraken, ufficialmente Unità Speciale "Kraken" (in ucraino Спецпідрозділ «Кракен»?, Specpidrozdil «Kraken», unità militare A0458), è un reparto militare ucraino di sabotaggio e ricognizione della Direzione principale dell'intelligence dell'Ucraina (HUR), che risponde al Ministero della difesa, costituito nel 2022 durante l'invasione russa dell'Ucraina.

## Storia

### Origini
L'unità è stata costituita da veterani del Reggimento "Azov" riunitisi a Charkiv poco dopo l'invasione russa dell'Ucraina del 24 febbraio 2022, venendo riforniti di armi per prepararsi a resistere all'offensiva sulla città. Negli stessi giorni Kostjantyn Nemičev, che all'epoca era a capo della sezione locale del Corpo Nazionale, stava radunando soldati volontari. Questi parteciparono alla difesa di Charkiv inquadrati nel 225º e nel 226º Battaglione della 127ª Brigata di difesa territoriale, respingendo l'esercito russo da Vil'chivka. A partire dai due battaglioni territoriali il 20 marzo venne fondata l'Unità Speciale "Kraken", la quale prese il nome della mitologica creatura marina dopo che un comandante del reparto lo aveva suggerito basandosi sul suo background nelle forze speciali della Marina. Nell'aprile 2022 l'unità ha smantellato il monumento al maresciallo sovietico Georgij Žukov a Charkiv.

### Attività nel 2022 e 2023
Nel settembre 2022 il reggimento ha svolto un ruolo chiave durante la controffensiva ucraina nella regione di Charkiv. In particolare l'8 settembre, a due giorni dall'inizio dell'operazione, i gruppi d'assalto dell'unità sono entrati nella città di Balaklija. Il 16 settembre, dopo la liberazione di numerosi insediamenti, il Kraken ha conquistato una testa di ponte oltre il fiume Oskol all'altezza di Kup"jans'k, consentendo l'ulteriore avanzata dell'esercito ucraino.

Fra dicembre 2022 e febbraio 2023 l'unità ha preso parte ai combattimenti per la difesa di Soledar, venendo per questo personalmente ringraziata dal presidente ucraino Volodymyr Zelens'kyj. Secondo documenti trapelati, in risposta al peggioramento della situazione nella battaglia di Bachmut, il comandante delle forze terrestri ucraine Oleksandr Syrs'kyj "ha dichiarato la necessità dell'unità d'élite Kraken dell'HUR per evitare che le Forze armate dell'Ucraina perdessero Bachmut" e l'ha quindi schierata in città, dove ha combattuto fra marzo e agosto 2023.

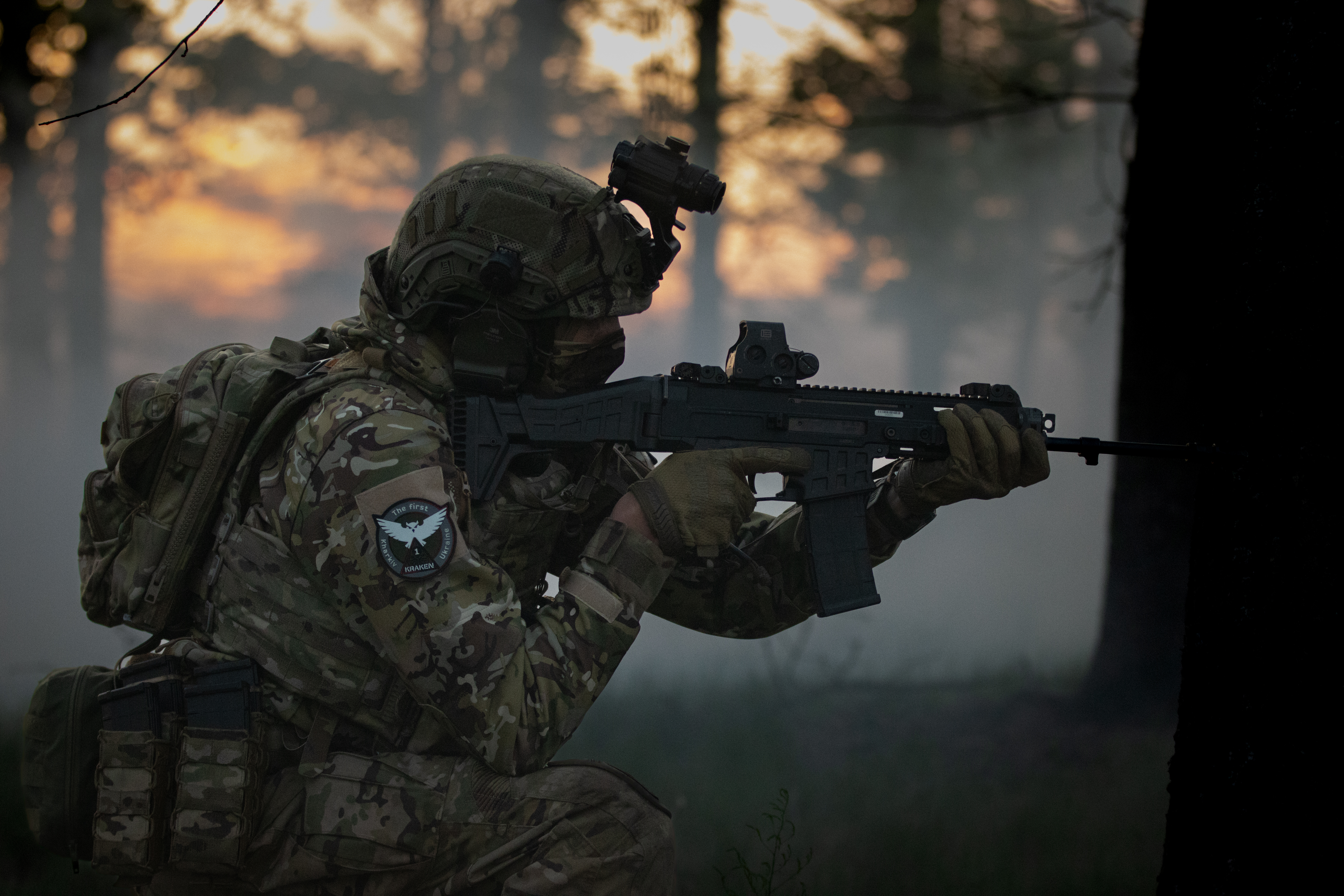
Soldato del Reggimento Kraken.

### Attività nel 2024 e 2025
Fra aprile e maggio 2024 il Reggimento Kraken ha partecipato alla difesa di Časiv Jar. Nel giugno 2024 è stato dispiegato nella regione di Charkiv per contrastare la rinnovata offensiva estiva russa. Secondo fonti della Direzione principale dell'intelligence (HUR) il Reggimento "Kraken" è stato coinvolto in un attacco a giugno nell'oblast' di Belgorod.  Le forze ucraine hanno utilizzato lanciatori HIMARS per distruggere quattro sistemi russi S-300, segnando il primo attacco ufficialmente annunciato alla difesa aerea russa nella regione di Belgorod.
Nell'ottobre 2024 l'Unità Speciale Kraken ha contribuito a difendere la regione di Charkiv, respingendo gli assalti russi vicino al villaggio di Lypci. Nel dicembre 2024 elementi dell'Unità Speciale "Kraken" hanno ucciso Sergej Melnikov, che prestava servizio come capo di stato maggiore del battaglione russo Štorm Ossetia, alle dipendenze del 429º Reggimento della 19ª Divisione fucilieri motorizzata, dopo che l'autista di Melnikov si era schiantato mentre cercava di evitare un drone FPV lungo l'autostrada Vasylivka-Tokmak.
Ad aprile 2025 il reggimento ha annunciato l'apertura del reclutamento ai volontari stranieri. All'inizio di luglio è stato rivelato come il reggimento, nonostante subordianto alla Direzione principale dell'intelligence, sia entrato a far parte dell'organico del 3º Corpo d'armata delle Forze terrestri ucraine, recentemente costituito sulla base della 3ª Brigata d'assalto "Azov".

## Struttura
- Comando di reggimento[15]
- 1ª Compagnia d'assalto
  - 1º Plotone d'assalto
  - 2º Plotone d'assalto
- 2ª Compagnia d'assalto
  -  Squadra "Assault Bastards"
  -  Squadra "Divers Group"
  -  Squadra "Shybenyk Squad"
- 3ª Compagnia d'assalto
  -  Squadra "Gurza Group"
- 4ª Compagnia d'assalto "Sprut"
  - 1º Plotone d'assalto
  - 2º Plotone d'assalto
- Compagnia d'assalto speciale
  -  Squadra "Biznes"
- Compagnia blindata
- Compagnia corazzata
  - 1º Plotone corazzato
  - 2º Plotone corazzato
  - 3º Plotone corazzato
- Compagnia sistemi senza pilota
  -  Unità droni "Luftwaffe"
  - Unità droni "Bandera"
  -  Unità da ricognizione aerea "Gurkit"
- Compagnia droni FPV
- Gruppo d'artiglieria
  -  Batteria artiglieria lanciarazzi
  -  Batteria artiglieria controcarri "Sparta"
  -  Compagnia mortai
- Compagnia genio
  -  Plotone genio zappatori
  -  Reparto esplosivi
- Plotone ricognizione "Brave"
- Plotone cecchini "Voryat"
- Plotone medico
- Dipartimento J9

## Organizzazione

Membri del Kraken davanti a un BTR-80 russo catturato nell'ottobre 2022.

Il fondatore del reggimento, Konstjantyn Vitalijovyč Nemičev, è una figura militare e politica di Charkiv, membro del Corpo Nazionale e veterano del Battaglione Azov, e molti dei suoi sostenitori si sono uniti all'unità. Si dice che l'unità sia composta da "topi da palestra", "ultras" e buttafuori, e che abbia anche attinto a veterani esperti di combattimento di età compresa tra i 25 e i 60 anni. Il morale del reggimento è stato descritto come alto. Prima di entrare a far parte del reggimento i candidati devono sottoporsi a diversi test, tra cui questionari e la macchina della verità. I candidati vengono poi portati in un centro di addestramento dove affrontano un test di 14 giorni, che viene superato da circa il 30-35% dei candidati.

### Equipaggiamento
Il Kraken ha pubblicato dei media che mostrano l'uso di armi occidentali di piccolo calibro, tra cui pistole Glock austriache, fucili Scar belgi, fucili d'assalto M4A1 americani, DD MK18, fucili mitragliatori B&T svizzeri e lanciagranate RBG6 multi-colpo leggeri prodotti in Croazia.

## Neonazismo
Come la 12ª Brigata operazioni speciali "Azov", anche il Reggimento Kraken è stato oggetto di polemiche per il reclutamento di combattenti provenienti da gruppi di estrema destra, anche se i soldati dell'unità respingono le affermazioni come "propaganda russa". I comandanti dell'unità hanno riconosciuto che è possibile che individui di estrema destra siano membri del reggimento, ma hanno affermato che tali persone sono in numero inferiore rispetto a un gruppo eterogeneo.
Nel giugno 2025 il quotidiano francese Le Monde ha pubblicato un'inchiesta in cui si evidenza che Serhij Velyčko, co-fondatore e uno dei comandanti del reggimento, proviene dalla "Divisione Borodach", di orientamento neonazista. "Thor", braccio destro di Velyčko, è anch'egli un neonazista.